# طريق النار (فلم 2012)
طريق النار (بالإنجليزية: Agneepath) فيلم الحركة ممزوج بالدراما من إخراج كاران مالهوترا وإنتاج دارما للإنتاج، خرج لدور العرض في 26 من يونيو سنة 2012 وحقق إرادات عالية في شباك التذاكر.

## قصة الفيلم
الفيلم يحكي عن انتقام طفل (فيجاي) لمقتل والده (المعلم دننات شوهان) وهو مدرس في جزيرة ماندوا، وكان صاحب الدور السلبي سانجاي دوت الذي أدى دور كانشا، وهذا الأخير قام بقتل المعلم، والغرض من ذلك احتلال مكانة ومنصب المعلم في القرية، ليستغل هذه الأخيرة في زراعة وإنتاج المخدرات، والطريقة اتهام كانتشا للمعلم باغتصاب فتاة قاصر، فهاجمو سكان القرية المعلم وضربوه، ثم شنق على يد (كانشا)، لكن بعد مرور 15 سنة على الحادث عاد ابن المعلم لينتقم، واتخد عدة مسارات للوصول إلى المجرم، فكان مساعده رؤوف لالا التاجر في بيع البنات، والذي لم يعلم بخطط فيجاي، فكانت نهاية رؤوف الموت على يد فيجاي بسبب محاولة بيع أخته بعد أن علم بخطة فيجاي وهي ان يحل محله ليصبح بإمكانه التواصل مع قاتل والده، فالتقى البطل والشرير أخيرا ودار بينهما مشهد أكشن رائع جدا، وانتهى بقتل فيجاي كانشا بنفس الطريقة التي قتل بها كانشا والده (الشنق)، بعد ذلك توفي فبجاي في أحضان أمه وأخته، فرغم موته بدا سعيدا لانتقامه، فكان المشهد مؤثرا.

## الممثلين
- هريتيك روشان : في دور فيجاي دننات شوهان
- سانجاي دوت : في دور الشرير كانشا
- بريانكا تشوبرا : في دور كالي
- ريشي كابور : في دور رؤوف لالا
- أوم بوري
- زارينا وهاب : في دور أم فيجاي شوهاسيني شوهان
- بانكاح تريبانهي : في دور سوريا
- راجيش فيفك : في دور الشرطي باكشي
- شاشين خيداكار : في دور الوزير بوركار
- ديفين بهوجاني : في دور ابن رؤوف لالا أزهر لالا
- شيطان بانديت : في دور أب فيجاي المعلم دننات شوهان